# Economia de comunhão
A Economia de Comunhão (EdC) é uma proposta de modelo de negócios que objetiva promover uma cultura econômica baseada na comunhão, na gratuidade e na reciprocidade. Proposta por Chiara Lubich em maio de 1991, em São Paulo, Brasil,  - fundadora do Movimento dos Focolares - e é um método para enfrentar problemas sociais a partir do trabalho. O projeto convida as empresas membros que comprometam, após um investimento adequado na sustentabilidade do negócio, uma parte de seus lucros para ajudar aos necessitados e outra parte para o promover a “cultura da partilha” .  Com o objetivo de construir uma sociedade fraterna, a exemplo das primeira comunidades cristãs, "Nem havia entre eles nenhum necessitado" (at 4,34). 1 Embora a iniciativa tenha surgido de um movimento religioso, no seio do Movimento dos Focolares, ela está se transformando em um movimento humanitário, independentemente da inclinação religiosa. É uma proposta dirigida não apenas a empresários, mas também aos trabalhadores, gestores, consumidores, acadêmicos, operadores econômicos e cidadão que queiram viver suas relações socioeconômicas de maneira fraterna.
Especificamente, a EdC convida a:  viver e difundir uma nova cultura econômica e civil, das crianças aos idosos - “cultura da partilha”; a formar novos empresários conscientes sobre a importância da cultura da partilha na redução da miséria e exclusão social; a difusão da cultura da partilha e da comunhão; o desenvolvimento da empresa e a criação de empregos; empresários que concebem e vivem a sua empresa como vocação e serviço ao bem comum e aos excluídos de todas as latitudes e contextos sociais; a combater as várias formas de pobreza, exclusão e miséria com uma dupla inclusão: comunitária e produtiva - uma vez que a EdC considera que qualquer forma de pobreza para ser combatida pressupõe as pessoas atingidas como partícipes do processo de mudança social almejado sob o princípio da fraternidade; e a viver a ética, a legalidade e sustentabilidade em todos as relações de negócio e interpessoais.
No Brasil, a Economia de Comunhão está presente em 177 empresas de 12 estados. No mundo todo, são mais de 800 empresas. Sendo empresas de vários setores, entre elas a Padaria Espiga Dourada.